# Young Vivian
Mititaigimimene Young Vivian (nacido en 1935) fue en dos ocasiones distintas Premier de Niue, una isla-estado del Océano Pacífico. 
Representando al Partido Acción de la Gente de Niue, venció al entonces Premier, Sani Lakatani, en las elecciones de mayo del 2002. Vivian había servido previamente como Premier por un corto período, desde el 12 de diciembre de 1992 hasta el 9 de marzo de 1993 debido a la muerte del entonces Premier, Robert Rex. 
También había sido previamente el Secretario General del Partido Pacific Community desde 1979 hasta 1982. Fue reelegido al Parlamento en una elección sin oposición amañada realizada en abril del 2005. Fue de nuevo reelegido sin oposición en el Parlamento en las elecciones de 2008. Sin embargo, perdió su cargo como Premier cuando fue impugnado con éxito después de esa elección. Toke Talagi fue elegido por la Asamblea en la primera votación, con catorce votos a favor, cinco a favor de Vivian y una abstención.
También ha ostentado los cargos de Ministro de Salud y Ministro de Turismo de Niue.
A lo largo de su carrera política, que ha abarcado más de 30 años, Young Vivian ha detentado la mayoría, si no todas, las carteras ministeriales en el Gobierno sobre todo durante sus muchos años como ministro de los gobiernos de los premieres Sir Robert Rex y Frank Lui.